# Anthelephila cyaneus
Anthelephila cyaneus is een keversoort uit de familie snoerhalskevers (Anthicidae). De wetenschappelijke naam van de soort is voor het eerst geldig gepubliceerd in 1833 door Hope.